# Charlie Williams (scrittore)
Charlie Williams (Worcester, 1971) è uno scrittore inglese.

## Biografia
Come scrittore, Charlie Williams ha pubblicato sei romanzi e numerosi racconti brevi. Cresciuto a Worcester, ha studiato all'Università di Swansea, in Galles.
Cinque dei suoi romanzi fanno parte della Saga di Mangel, ambientati nell'immaginaria città di Mangel (liberamente ispirata a Worcester) e aventi per protagonista il buttafuori Royston Blake. Si tratta di noir umoristici, nei quali il protagonista parla in prima persona facendo ampio uso di slang e termini dialettali.
Il primo capitolo, Deadfolk (in Italia Mortacci) è stato pubblicato nel 2004, seguito da Fags and Lager (in Italia Paglie e birre chiare), pubblicato nel 2005. Gli altri tre seguiti sono King of the Road (2006), One Dead Hen (2011) e Made of Stone (2013).
Prima di avere successo con la Saga di Mangel, Williams aveva provato la strada della scrittura horror.

## Opere

### Romanzi

#### Saga di Mangel
- Deadfolk (2004)
  - pubblicato in italiano con il titolo Mortacci, trad. di Massimo Bocchiola, Baldini Castoldi Dalai, Milano, 2006
- Fags and Lager (2005)
  - pubblicato in italiano con il titolo Paglie e birre chiare , trad. di Massimo Bocchiola, Baldini Castoldi Dalai, Milano, 2007
- King of the Road (2006)
- One Dead Hen (2011)
- Made of Stone (2013)

#### Altri romanzi
- Stairway to Hell (2009)
- Graven Image (2011), romanzo breve
- Love Will Tear Us Apart (2013), romanzo breve

### Raccolte di racconti
- Crimewave 10: Now You See Me (2008), insieme ad altri autori
- Your Place is in the Shadow (2013)